# Национальный монумент (США)

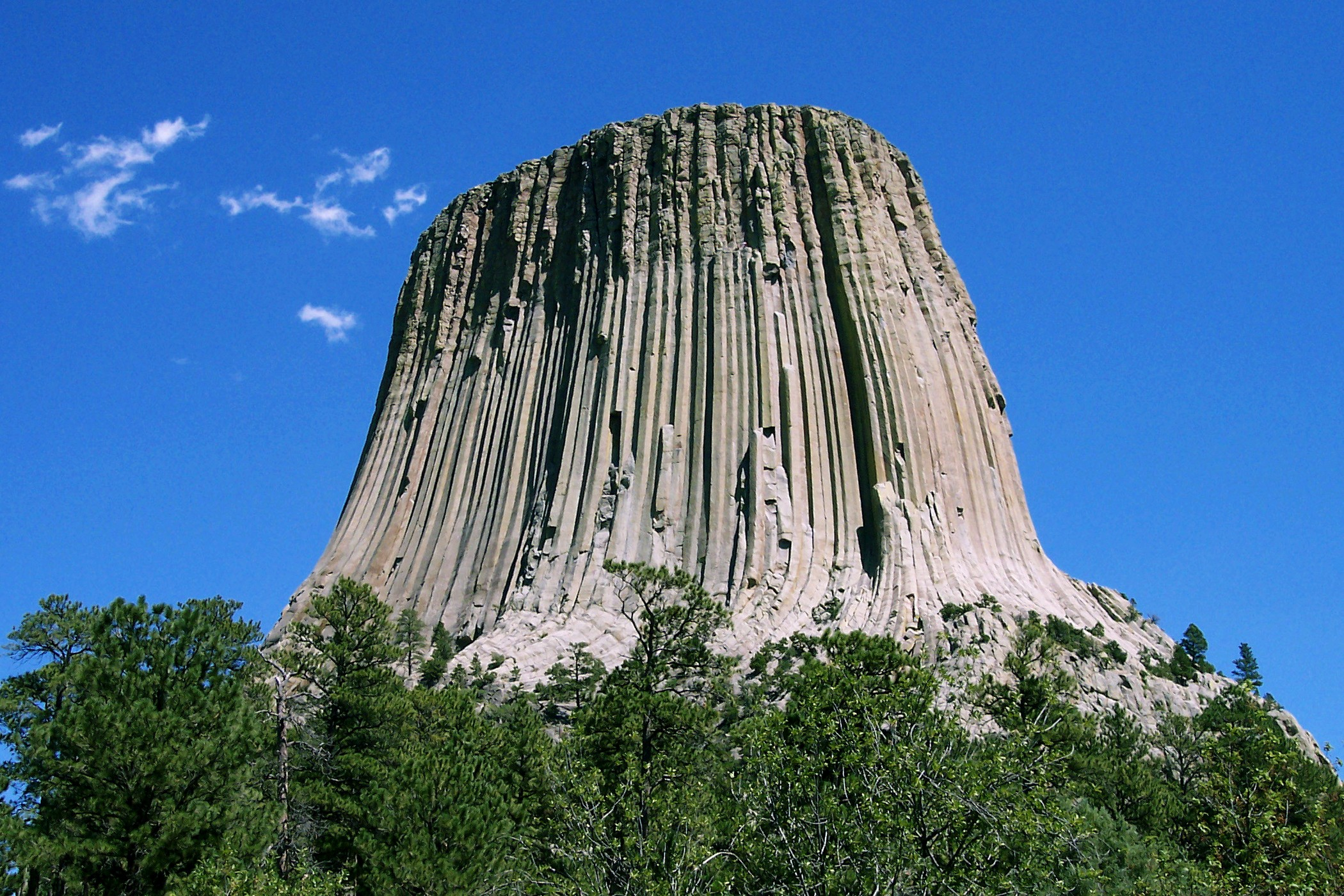
Национальный памятник «Девилс-Тауэр»

Национальный монумент или памятник (англ. National monument) в США — природоохранная зона, которой может стать историческая достопримечательность, историческое или доисторическое образование или любой другой объект, представляющий исторический или научный интерес. Национальный монумент может находиться как на частной, так и на государственной земле. По Закону о древностях 1906 года («Antiquities Act») он создаётся либо заявлением президента США, либо по решению Конгресса. Основной причиной возникновения такого закона было стремление сохранить индейские руины в восточных федеральных землях. Заявлением президент может создать природоохранную территорию, не дожидаясь решения Конгресса.
Национальные памятники находятся под управлением одного из федеральных ведомств США: Службы национальных парков, Лесной службы, Службы охраны рыбных ресурсов и диких животных или Бюро по земельному управлению.
Первый национальный памятник— «Девилс-Тауэр» в штате Вайоминг, был создан президентом Теодором Рузвельтом 24 сентября 1906 года.